# Leśniki (Łapy)
Leśniki (dawn. Łapy-Leśniki)  – część miasta Łapy w powiecie białostockim w województwie podlaskim. Położona jest w południowej części miasta.
Do końca 1924 roku była to samodzielna wieś w gminie Poświętne w powiecie wysokomazowieckim, od 1919 w województwie białostockim. 1 stycznia 1925 włączono ją do nowo utworzonego miasta Łapy.